# 155-я танковая бригада
155-я танковая Краснознамённая бригада — танковая бригада Красной армии в годы Великой Отечественной войны. Сокращённое наименование — 155 тбр.

## Формирование и организация
155-я отдельная танковая бригада сформирована на основании Директивы НКО № 723499сс от 15.02.1942 г. в г. Борисоглебск (Приволский ВО). Формировалась бригада в период с 15 марта по 17 июля 1942 г. Закончила формирование в Горьком
29 июля 1942 г. бригада прибыла в район ст. Кубэрле на Южный фронт и поступила в распоряжение 51-й армии.
5 августа 1942 г. Директивой Ставки ВГК № 170554 от 05.08.1942 в результате разделения Сталинградского фронта на Сталинградский и Юго-Восточный, бригада вместе с 51-й армией включена в состав Юго-Восточного фронта.
25 сентября 1942 г. бригада в районе Сакко и Ванцетти переподчинена 57-й армии Сталинградского фронта.
5 октября 1942 г. бригада в районе Бекетовка переподчинена 64-й армии Сталинградского фронта.
27 октября 1942 г. бригада выведена в резерв Ставки ВГК и убыла в Татищевские танковые лагеря Саратовской области.
28 декабря 1942 г. бригада перебрасывается в район Кобылинка Тульской области, куда прибыла 2 января 1943 г. и вошла в состав 20-го тк. 10 февраля 1943 г. бригада в составе 20-го тк в районе Овсянниково Орловской области, оперативно подчинена 3-й армии Брянского фронта.
5 мая 1943 г. бригада в составе 20-го тк выведена в резерв Ставки ВГК в район Тулы Тесницкие лагеря на доукомплектование.
7 июля 1943 г. бригада в составе 20-го тк прибыла в район Сороколетово и подчинена 61-й армии Брянского фронта.
С 29 июля 1943 г. бригада в резерве фронта. 6 августа 1943 г. бригада в составе 20-го тк выведена в резерв Ставки ВГК в Тульский ТВЛ.
2 сентября 1943 г. бригада в составе 20-го тк прибыла в район Таганрога и сосредоточилась в районе Карповка Сталинской обл.
28 сентября 1943 г. подчинена 44-й армии Южного фронта.
17 октября 1943 г. бригада в составе 20-го тк прибыла в район восточнее Кременчуга, где вошла в резерв 2-го Украинского фронта.
1 ноября 1943 г. бригада в составе 20-го тк в районе Анновка (Кировоградской обл.) переподчинена 37-й армии 2-го Украинского фронта.
31 декабря 1944 г. бригада в составе 20-го тк прибыла в район Покровка Кировоградской области и выведена в резерв 2-го Украинского фронта.
С 29 января 1944 г. действовала в составе 5-й гв. ТА.
17 апреля 1944 г. бригада в составе 20-го тк выведена в резерв Ставки ВГК в район Синица.
С 24 апреля 1944 г. передислоцировалась в район Тульчина.
6-25 марта 1945 г. бригада в составе 20-го тк передислоцировалась в район Познани и далее в район Глагау (Германия), где вошла в состав 2-го Белорусского фронта.

## Боевой и численный состав
Бригада сформирована по штатам № 010/280-010/287 от 14.07.1942 г.:
- Управление бригады [штат № 010/280]
- 342-й отд. танковый батальон [штат № 010/281]
- 343-й отд. танковый батальон [штат № 010/282]
- Моторизованный стрелково-пулеметный батальон [штат № 010/283]
- Противотанковая батарея [штат № 010/284]
- Рота управления [штат № 010/285]
- Рота технического обеспечения [штат № 010/286]
- Медико-санитарный взвод [штат № 010/287]

Директивой НКО № УФ2/883 от 25.10.1942 г. переведена на штаты № 010/270-010/277 от 31.07.1942:
- Управление бригады [штат № 010/270]
- 342-й отд. танковый батальон [штат № 010/271]
- 343-й отд. танковый батальон [штат № 010/272]
- Мотострелково-пулеметный батальон [штат № 010/273]
- Истребительно-противотанковая батарея [штат № 010/274]
- Рота управления [штат № 010/275]
- Рота технического обеспечения [штат № 010/276]
- Медико-санитарный взвод [штат № 010/277]

Директивой ГШ КА № орг/3/2385 от 01.05.1944 г. переведена на штаты № 010/500-010/506:
- Управление бригады [штат № 010/500]
- 1-й отд. танковый батальон [штат № 010/501] — до 21.04.1944 — 342-й отд. танковый батальон
- 2-й отд. танковый батальон [штат № 010/501] — до 21.04.1944 — 343-й отд. танковый батальон
- 3-й отд. танковый батальон [штат № 010/501]
- Моторизованный батальон автоматчиков [штат № 010/502]
- Зенитно-пулеметная рота [штат № 010/503]
- Рота управления [штат № 010/504]
- Рота технического обеспечения [штат № 010/505]
- Медсанвзвод [штат № 010/506]

Численный состав:
| Дата          | Объединение            | Личный состав (чел) | Типы танков (исправных/неисправных) | Всего | Источник сведений                 |
| ------------- | ---------------------- | ------------------- | ----------------------------------- | ----- | --------------------------------- |
| 19.07.1942 г. | Северокавказский фронт | 1 094               | 24 Т-34, 16 Т-70                    | 40    | ЦАМО РФ. ф. 38, оn. 11373. д. 150 |
| 28.12.1942 г. | Брянский фронт         | 1 058               | 26 Т-34, 19 Т-70                    | 45    | ЦАМО РФ. ф. 38, оn. 11373. д. 150 |

## Подчинение
Периоды вхождения в состав Действующей армии:
- с 29.07.1942 по 26.10.1942 года.
- с 10.02.1943 по 05.05.1943 года.
- с 07.07.1943 по 05.08.1943 года.
- с 13.09.1943 по 21.04.1944 года.

| Дата            | Фронт (округ)             | Армия      | Корпус               | Дивизия | Бригада | Примечания |
| --------------- | ------------------------- | ---------- | -------------------- | ------- | ------- | ---------- |
| 01.03.1942 года | Приволжский военный округ |            |                      |         |         |            |
| 01.04.1942 года | Приволжский военный округ |            |                      |         |         |            |
| 01.05.1942 года | Приволжский военный округ |            |                      |         |         |            |
| 01.06.1942 года | Приволжский военный округ |            |                      |         |         |            |
| 01.07.1942 года | Московский военный округ  |            |                      |         |         |            |
| 01.08.1942 года | Сталинградский фронт      | 51-я армия |                      |         |         |            |
| 01.09.1942 года | Юго-восточный фронт       |            |                      |         |         |            |
| 01.10.1942 года | Сталинградский фронт      | 57-я армия |                      |         |         |            |
| 01.11.1942 года | Приволжский военный окру  |            | 23-й танковый корпус |         |         |            |
| 01.12.1942 года | Приволжский военный окру  |            | 23-й танковый корпус |         |         |            |
| 01.01.1943 года | Брянский фронт            |            |                      |         |         |            |
| 01.02.1943 года | Брянский фронт            | 3-я армия  | 20-й танковый корпус |         |         |            |
| 01.03.1943 года | Брянский фронт            | 3-я армия  | 20-й танковый корпус |         |         |            |
| 01.04.1943 года | Брянский фронт            | 3-я армия  | 20-й танковый корпус |         |         |            |
| 01.05.1943 года | РВГК                      |            | 20-й танковый корпус |         |         |            |
| 01.06.1943 года | Московский военный округ  |            | 20-й танковый корпус |         |         |            |
| 01.07.1943 года | Московский военный округ  |            | 20-й танковый корпус |         |         |            |
| 01.08.1943 года | Брянский фронт            |            | 20-й танковый корпус |         |         |            |
| 01.09.1943 года | Московский военный округ  |            | 20-й танковый корпус |         |         |            |
| 01.10.1943 года | Южный фронт               |            | 20-й танковый корпус |         |         |            |
| 01.11.1943 года | 2-й Украинский фронт      |            | 20-й танковый корпус |         |         |            |
| 01.12.1943 года | 2-й Украинский фронт      |            | 20-й танковый корпус |         |         |            |
| 01.01.1944 года | 2-й Украинский фронт      |            | 20-й танковый корпус |         |         |            |
| 01.02.1944 года | 2-й Украинский фронт      |            | 20-й танковый корпус |         |         |            |
| 01.03.1944 года | 2-й Украинский фронт      |            | 20-й танковый корпус |         |         |            |
| 01.04.1944 года | 2-й Украинский фронт      |            | 20-й танковый корпус |         |         |            |
| 01.05.1944 года | 2-й Украинский фронт      |            | 20-й танковый корпус |         |         |            |
| 01.06.1944 года | РВГК                      |            | 20-й танковый корпус |         |         |            |
| 01.07.1944 года | РВГК                      |            | 20-й танковый корпус |         |         |            |
| 01.08.1944 года | РВГК                      |            | 20-й танковый корпус |         |         |            |
| 01.09.1944 года | РВГК                      |            | 20-й танковый корпус |         |         |            |
| 01.10.1944 года | Киевский военный округ    |            | 20-й танковый корпус |         |         |            |
| 01.11.1944 года | Киевский военный округ    |            | 20-й танковый корпус |         |         |            |
| 01.12.1944 года | Киевский военный округ    |            | 20-й танковый корпус |         |         |            |
| 01.01.1945 года | Киевский военный округ    |            | 20-й танковый корпус |         |         |            |
| 01.02.1945 года | Киевский военный округ    |            | 20-й танковый корпус |         |         |            |
| 01.03.1945 года | Киевский военный округ    |            | 20-й танковый корпус |         |         |            |
| 01.04.1945 года | РВГК                      |            | 20-й танковый корпус |         |         |            |
| 01.05.1945 года | РВГК                      |            | 20-й танковый корпус |         |         |            |

## Командиры

### Командиры бригады
- Белочкин Николай Васильевич, подполковник, с 20.10.1942 полковник, 29.07.1942 — 27.10.1942 года.[1]
- Белочкин Николай Васильевич, полковник, 05.11.1942 — 00.04.1943 года.
- Прошин Иван Иванович, подполковник, ид, 17.07.1943 — 21.08.1943 года.
- Прошин Иван Иванович, подполковник, с 25.04.1944 полковник, 21.08.1943 — 17.01.1945 года.[2]
- Ларин Сергей Максимович, подполковник, врид, 18.01.1945 — 09.02.1945 года.[3]
- Рыжаков Николай Иванович, подполковник, ид, 10.02.1945 — 22.05.1945 года.[4]
- Орловский Михаил Давидович, полковник,23.05.1945 — 03.09.1945 года.

### Заместитель командира бригады по строевой части
- Белочкин Николай Васильевич, подполковник, с 20.10.1942 полковник, 00.03.1942 — 00.07.1942 года.

### Начальники штаба бригады
- Лапшин Алексей Иосифович, майор (02.10.1943 умер от ран — ОБД)[5]
- Ларин Сергей Максимович, подполковник, 00.08.1943 — 23.03.1945 года.
- Седов Валентин Сергеевич, подполковник, 00.03.1945 — 00.05.1945 года.[6]

## Награды и наименования
| Награда, наименование  | Документ о награждении                                                      | За что получена |
| ---------------------- | --------------------------------------------------------------------------- | --- |
| Орден Красного Знамени | награждена указом Президиума Верховного Совета СССР от 13 февраля 1944 года | За образцовое выполнение боевых заданий командования в боях за освобождение города Звенигородка и проявленные при этом доблесть и мужество |